# مؤسسة عبد الحميد شومان
مؤسسة عبد الحميد شومان، هي مؤسسة ثقافية تأسست عام 1978 بمبادرة غير ربحية من قِبل البنك العربي عبر تخصيص جزء من أرباحه السنوية لإنشائها، لتكون ذراعه للمسؤولية الثقافية والاجتماعية. سميت المؤسسة نسبة للراحل عبد الحميد شومان مؤسس البنك العربي (1888-1974).
مُنحَت المؤسسة وسام الملك عبد الله الثاني بن الحسين للتميز من الدرجة الأولى تقديرًا لدورها في دعم الثقافة والعلوم والفنون، خلال الاحتفال الوطني بالعيد الثاني والسبعون لاستقلال المملكة الأردنية الهاشمية.

## الأنشطة والمبادرات

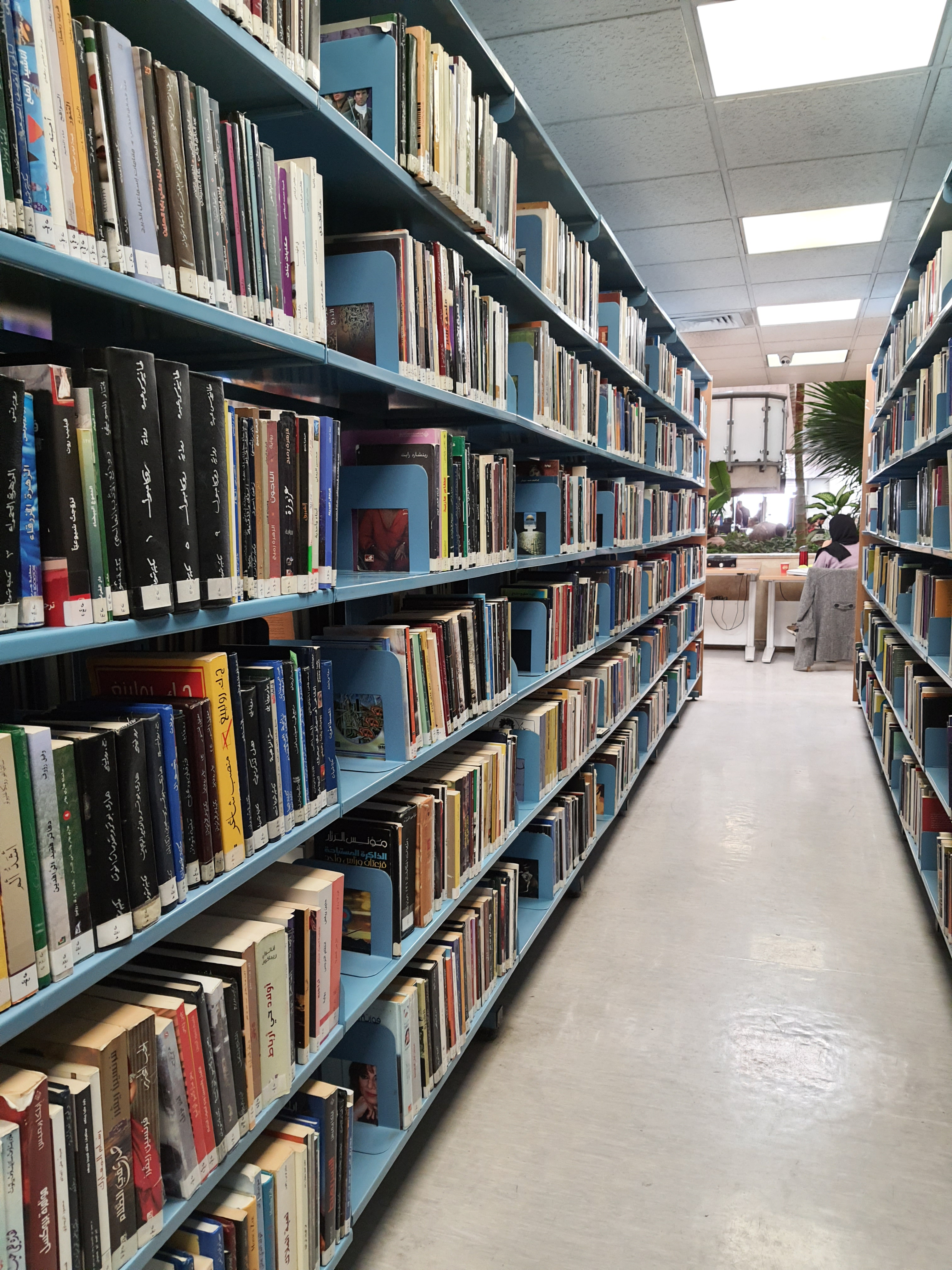
صورة من داخل مكتبة عبدالحميد شومان في جبل عمان

- إطلاق جائزة عبد الحميد شومان للباحثين العرب العام 1982.[1]
- إطلاق صندوق عبد الحميد شومان لدعم البحث العلمي العام 1999.
- إتاحة الفرصة لجمهورٍ أوسع في التواصل مع المفكرين والباحثين والعلماء من خلال فعاليات ونشاطات منتدى عبد الحميد شومان الثقافي الذي تأسس العام 1986.
- إطلاق برنامج التعليم والعلوم العام 2014.
- أعادت المؤسسة العام 2018 إطلاق جائزة عبد الحميد شومان للإنتاج الإبداعي للأطفال واليافعين "أبدعْ".
- أطلقت أواخر العام 2017 جائزة عبد الحميد شومان للابتكار.
- إطلاق جائزة مخصصة لأدب الأطفال  العام 2006 للمساهمة بالارتقاء في أدب الطفل العربي.
- تأسيس مكتبة عبد الحميد شومان العامة عام 1986، كأول مكتبة عامة محوسبة ومجهزة بشكلٍ مثالي في الأردن.
- تأسيس مكتبة درب المعرفة للأطفال في العام 2013؛ لتوفير بيئة متاحة للأطفال واليافعين بين الأعمار (3-16 سنة).
- تأسيس برنامج السينما عام 1989 بهدف تعزيز ثقافة السينما وصناعة الأفلام مجتمعيًّا وثقافيًّا
- أطلقت برنامج الأمسيات الموسيقية في العام 2014، كمنصةً لتجارب أردنية وعالمية واعدة في المجال الموسيقي وبرنامج المنح والدعم في العام 2014، ويشتمل على برنامجي: برنامج منح الأدب والفنون، وبرنامج منح الفكر القيادي.

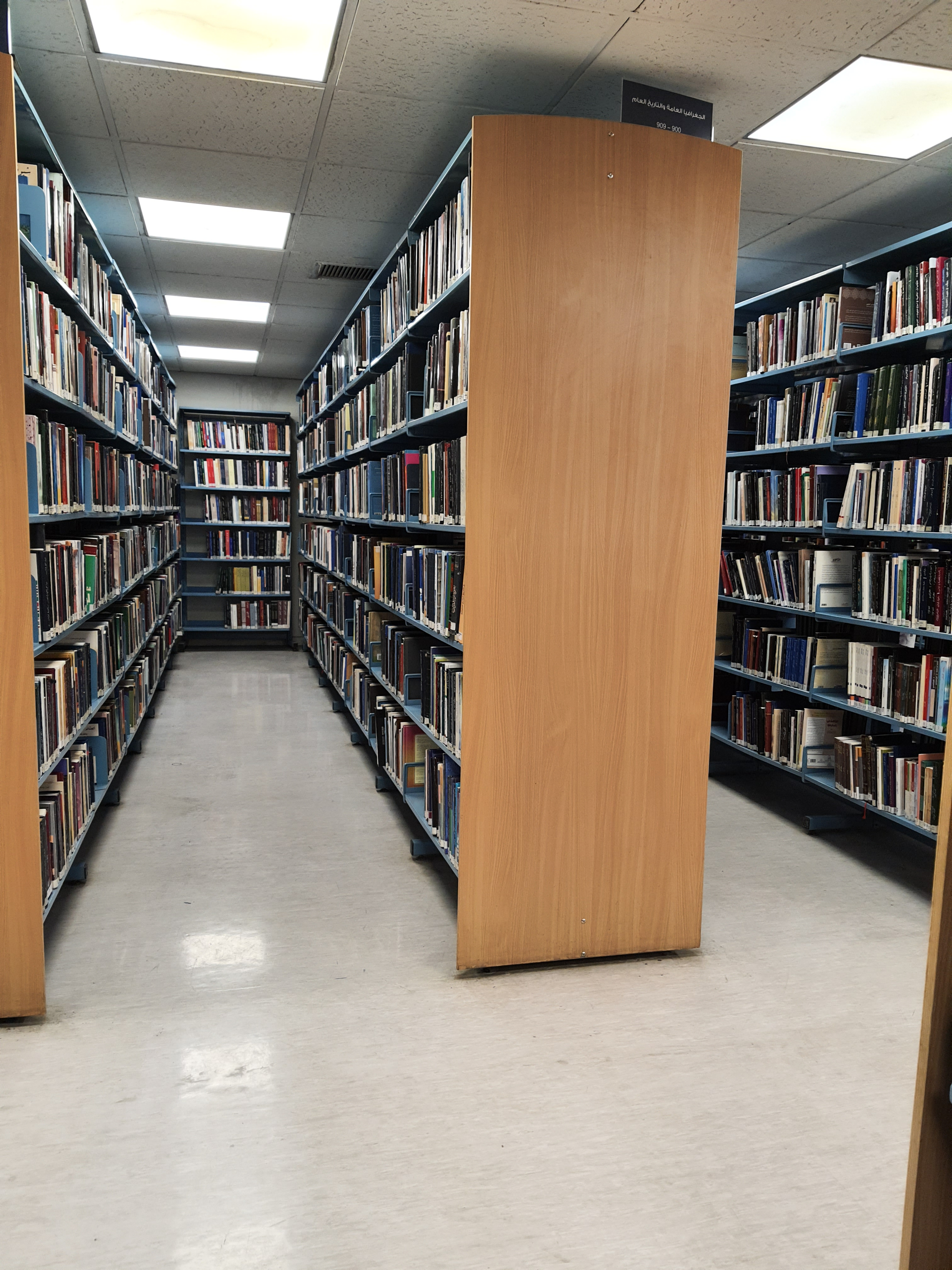
مكتبة عبدالحميد شومان مكتبة عامة محوسبة ومجهزة بشكل مثالي

## مديرو المؤسسة السابقون
- عبد الرحمن بشناق: (1980-1981).[1]
- أسعد عبد الرحمن: (1981-1996).
- إبراهيم عز الدين: (1997-2002).
- محمد أحمد حمدان: (2002).
- ثابت الطاهر: (2003-2012).